# Doberschau-Gaußig
Doberschau-Gaußig (en sorabe: Dobruša-Huska) est une commune de Saxe (Allemagne), située dans l'arrondissement de Bautzen, dans le district de Dresde.